# Karin von Schenck
Karin Ingrid von Schenck, född 10 september 1940 i Mannheim, är en svensk journalist och entreprenör.

## Biografi
Karin von Schenck växte upp i Borås och kom tidigt att arbeta som journalist på Borås Tidning och senare bland annat på Bildjournalen, Vi Föräldrar och Svenska Dagbladet. Hon har även skrivit ett antal fackböcker, bland annat Vad säger lagen om barnet tillsammans med Leif Silbersky.
År 1997 startade Karin von Schenck tillsammans med Robert Nilsson Österlen Sparris AB, som kom att bli Sveriges största sparrisodlare och 2002 erhöll Gastronomiska Akademiens Diplom. I media kom von Schenck att tituleras ”Sparrisdrottningen”.
År 2017 öppnade hon ett galleri med inriktning på keramik, porslin och silver för sparrismåltider, i Gamla Bankhuset i Skillinge.
Karin von Schenck är dotter till filosofie doktor Felix von Schenck och Aino Nordlund.